# Hofheim in Unterfranken
Hofheim in Unterfranken, Hofheim i.UFr. – miasto w Niemczech, w kraju związkowym Bawaria, w rejencji Dolna Frankonia, w regionie Main-Rhön, w powiecie Haßberge, siedziba wspólnoty administracyjnej Hofheim in Unterfranken. Leży 10 km na północ od Haßfurta, w Haßberge, przy drodze B303.

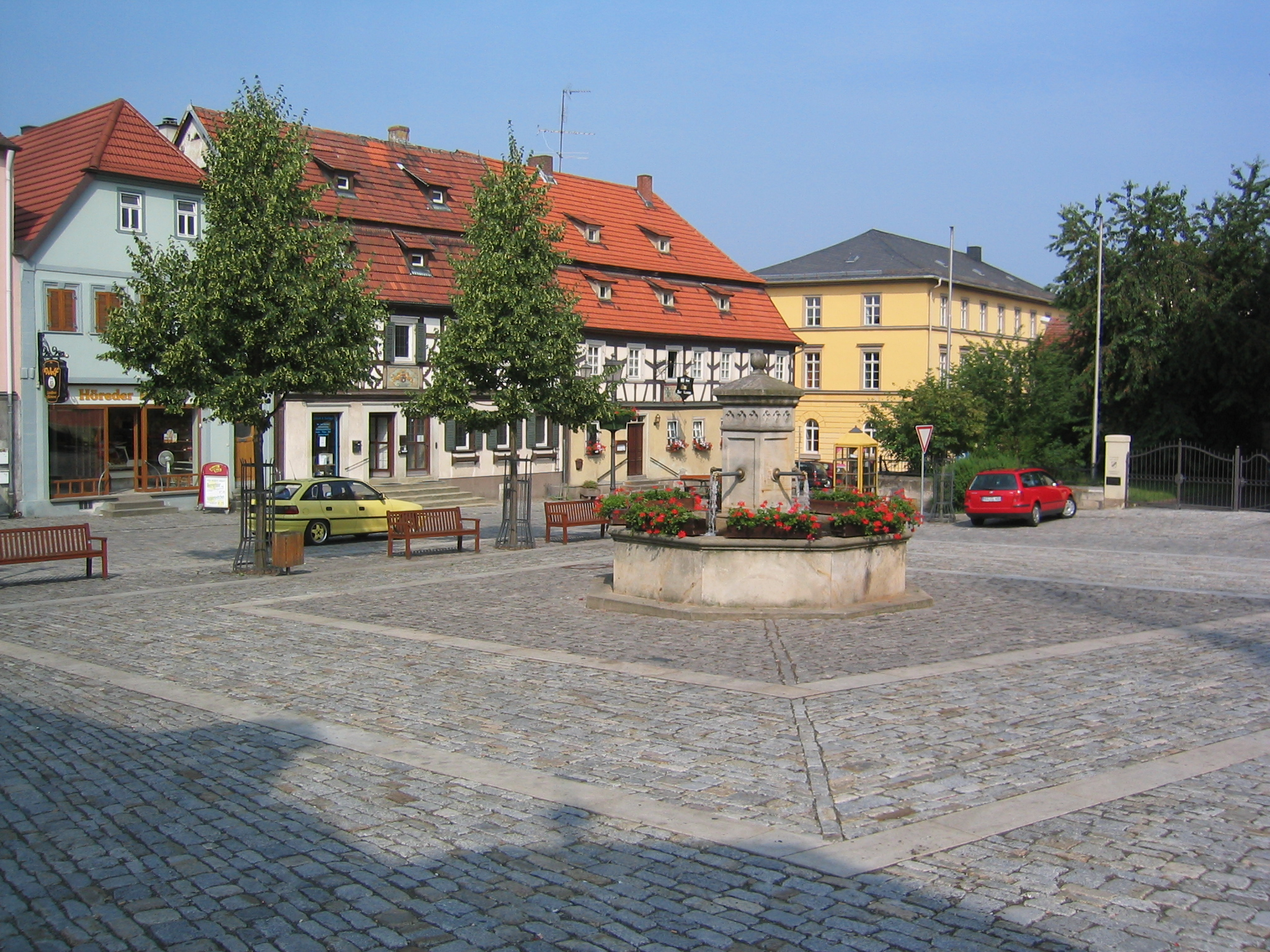
Rynek

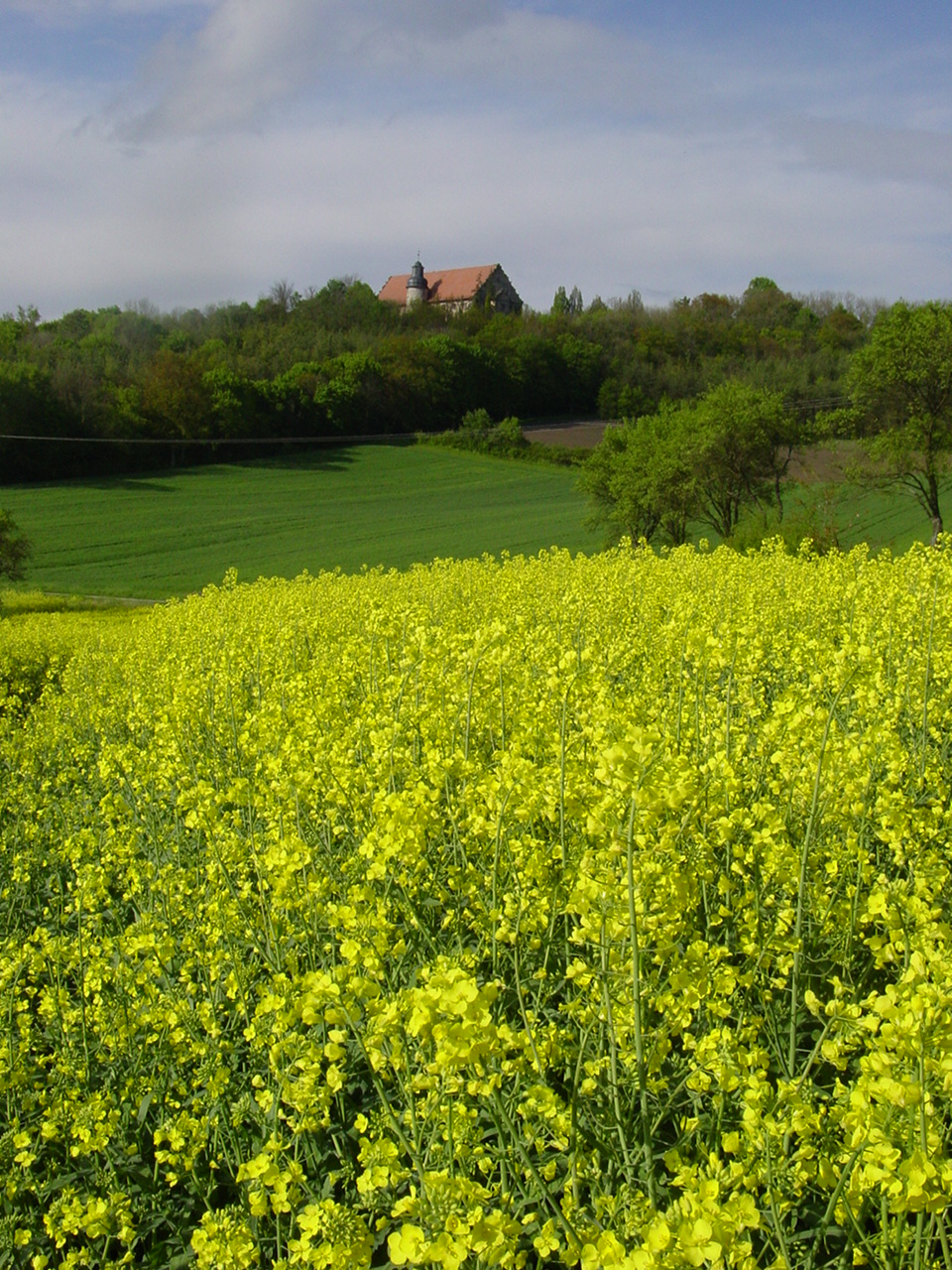
Zamek Bettenburg

## Dzielnice
W skład miasta wchodzą następujące dzielnice: Hofheim, Eichelsdorf, Erlsdorf, Goßmannsdorf, Lendershausen, Manau, Ostheim, Reckertshausen, Rügheim i Sulzbach.

## Polityka
Burmistrzem jest Wolfgang Borst z CSU. Rada miasta składa się z 23 członków:
|      | CSU | SPD | FDP | WG Goßmannsdorf | WG Rügheim | WG Ostheim | Reckertshäuser BL | Lista Młodych | Razem     |
| 2002 | 7   | 2   | 2   | 4               | 2          | 1          | 1                 | 2             | 21 miejsc |

## Zabytki i atrakcje
- Starówka
  - domy z muru pruskiego
  - mury miejskie
- Muzeum Kolejnictwa (Eisenbahnmuseum)
- zamek Bettenburg
- klasztor Eichelsdorf
- wieża obserwacyjna Schwedenschanze